# مات سيمون
مات سيمون (هانغل: 매트 사이먼) (بالإنجليزية: Matt Simon)‏ (22 يناير 1986 سيدني أستراليا - ) هو لاعب كرة قدم كوري جنوبي يلعب كمهاجم، شارك في الألعاب الأولمبية الصيفية 2008.

## روابط خارجية
- مات سيمون على موقع الاتحاد الدولي (مؤرشف)  (الإنجليزية)
- مات سيمون على موقع دوري كوريا الجنوبية (الإنجليزية)
- مات سيمون على موقع قاعدة بيانات كرة القدم.إي يو (الإنجليزية)
- مات سيمون على موقع ناشيونال فوتبول تيمز (الإنجليزية)
- مات سيمون على موقع Soccerway.com (الإنجليزية)
- مات سيمون على موقع عالم كرة القدم.نت (الإنجليزية)
- مات سيمون على موقع أوليمبيديا (الإنجليزية)